# U Orionis
U Orionis (U Ori) é uma estrela variável Mira na constelação de Orion. Ela é uma variável de longo período clássica e foi bem observada do Reino Unido por mais de 120 anos. Foi descoberto por J.E. Gore em 13 de dezembro de 1885 e inicialmente pensava-se que era uma nova nos primeiros estágios de declínio, mas análise de espectro revelaram características similares às de Mira.

## Estrela
U Orionis tem uma temperatura baixa (2 700 K), mas um raio bem grande de 370 sóis. Sua luminosidade é de 7 000 vezes a luminosidade solar. Se o Sol fosse substituído por U Orionis, seu raio se estenderia além da órbita de Marte (cerca de 1,7 UA) e para um planeta estar na zona habitável, ele estaria a 85 UA, no cinturão de Kuiper.

## Sistema planetário
De acordo com Rudnitskij, uma "super-periodicidade" de 12 a 15 anos foi observada. Ele diz que essa periodicidade pode ser a revolução de uma estrela, fazendo de U Orionis uma estrela binária, ou talvez um planeta. Apesar disso, nenhum indício claro de um objeto orbitando U Orionis foi detectado.